# Arbejdsskade
En arbejdsskade kan være: 
- en arbejdsulykke eller
- en erhvervssygdom

## Regler i Danmark
En arbejdsulykke er en fysisk eller psykisk personskade, som sker efter en hændelse eller påvirkning. Hændelsen eller påvirkningen skal være pludselig eller vare højst fem dage. 
En erhvervssygdom er en sygdom, som skyldes påvirkninger på arbejdet eller de forhold, som arbejdet er foregået under. Sygdommen skal være kendt i den medicinske forskning.
Arbejdsskadestyrelsen vurderer ud fra arbejdsskadeloven, om der er tale om en arbejdsskade. 
For at skaden kan anerkendes som en arbejdsskade, skal skaden være sket, mens en person arbejdede for en arbejdsgiver i Danmark. En eventuel erstatning bliver udbetalt af arbejdsgivers forsikringsselskab.

### Arbejdsskadeloven
Arbejdsskadeloven skal sikre, at personer, der er kommet til skade (eller deres efterladte), kan få en erstatning eller godtgørelse. Der skal være en sammenhæng mellem skaden og arbejdet. Det vil sige, at skaden skal være sket på grund af arbejdet, eller de forhold som arbejdet foregår under.
Som udgangspunkt dækker arbejdsskadeloven personer, der arbejder i Danmark eller på danske skibe, og selvstændige erhvervsdrivende, der er forsikret. Arbejdsskadestyrelsen vurderer ud fra arbejdsskadeloven, om en skade eller sygdom kan anerkendes som en arbejdsskade.